# Sponsors Peak
Sponsors Peak är en bergstopp i Antarktis. Den ligger i Östantarktis. Nya Zeeland gör anspråk på området. Toppen på Sponsors Peak är 1 600 meter över havet, eller 403 meter över den omgivande terrängen. Bredden vid basen är 2,1 km.
Terrängen runt Sponsors Peak är kuperad västerut, men österut är den bergig. Trakten är obefolkad. Det finns inga samhällen i närheten. 